# آر اچ سی۸۰۲۶۷
آر اچ سی۸۰۲۶۷ (به انگلیسی: Rhc80267) با فرمول شیمیایی C20H34N4O4 یک ترکیب شیمیایی است. که جرم مولی آن ۳۹۴٫۲۶ گرم بر مول می‌باشد. 